# Liste der Biografien/Fere
Liste der Biografien |
Portal Biografien |
Personensuche
# |
A |
B |
C |
D |
E |
F |
G |
H |
I |
J |
K |
L |
M |
N |
O |
P |
Q |
R |
S |
T |
U |
V |
W |
X |
Y |
Z |
?
 
Fa |
Fe |
Ff |
Fh |
Fi |
Fj |
Fk |
Fl |
Fm |
Fn |
Fo |
Fr |
Ft |
Fu |
Fy
 
Fea |
Feb |
Fec |
Fed |
Fee |
Fef |
Feg |
Feh |
Fei |
Fej |
Fek |
Fel |
Fem |
Fen |
Feo |
Fer |
Fes |
Fet |
Feu |
Fev |
Few |
Fey |
Fez
 
Fera |
Ferb |
Ferc |
Ferd |
Fere |
Ferf |
Ferg |
Ferh |
Feri |
Ferj |
Ferk |
Ferl |
Ferm |
Fern |
Fero |
Ferr |
Fers |
Fert |
Feru |
Ferv |
Ferw |
Fery |
Ferz
Die Liste der Biografien führt alle Personen auf, die in der deutschsprachigen Wikipedia einen Artikel haben. Dieses ist eine Teilliste mit 53 Einträgen von Personen, deren Namen mit den Buchstaben „Fere“ beginnt.

## Fere
- Fere, Cemre (* 1994), türkische Badmintonspielerin
- Fere, Wladimir Georgijewitsch (1902–1971), russischer Komponist

### Fereb
- Ferebauer, Ladislav (* 1957), tschechoslowakischer Radrennfahrer
- Ferebee, Dorothy Celeste Boulding (1898–1980), US-amerikanische Medizinerin, Hochschullehrerin und Bürgerrechtsaktivistin
- Fereberger, Harald (1929–2019), österreichischer Segler

### Ferej
- Ferejohn, John A. (* 1944), US-amerikanischer Politikwissenschaftler
- Ferejohn, Michael (* 1945), US-amerikanischer Philosoph und Philosophiehistoriker

### Ferem
- Feremans, Frans (1924–2007), belgischer Radrennfahrer
- Feremutsch, Kurt (1920–2004), Schweizer Neuroanatom

### Feren
- Ferenbaugh, Claude B. (1899–1975), US-amerikanischer Offizier, Generalleutnant der US-Army
- Ferenc, Mitja (* 1960), slowenischer Historiker und Professor an der Universität Ljubljana
- Ferenc, Oliver (* 1969), serbischer Dartspieler
- Ferenc, Tom, deutscher Synchronsprecher und Webvideoproduzent
- Ferenc, Tone (1927–2003), jugoslawischer Historiker und Hochschullehrer (Universität Ljubljana)
- Ferenc, Viktória (* 1984), ukrainisch-ungarische Sprachwissenschaftlerin und Politikerin
- Ferenčak, Urban (* 1992), slowenischer Mountainbiker
- Ference, Andrew (* 1979), kanadischer Eishockeyspieler
- Ference, Brad (* 1979), kanadischer Eishockeyspieler
- Ferenchich, Gabor von (1874–1928), österreichischer Zeichner, Maler und Illustrator insbesondere von Notenblatt-Titelblättern
- Ferenčíková, Denisa (* 1991), slowakische Floorballspielerin
- Ferencsik, János (1907–1984), ungarischer Dirigent
- Ferency, Adam (* 1951), polnischer Schauspieler
- Ferencz, Benjamin (1920–2023), US-amerikanischer JuristBenjamin Ferencz (1920–2023)

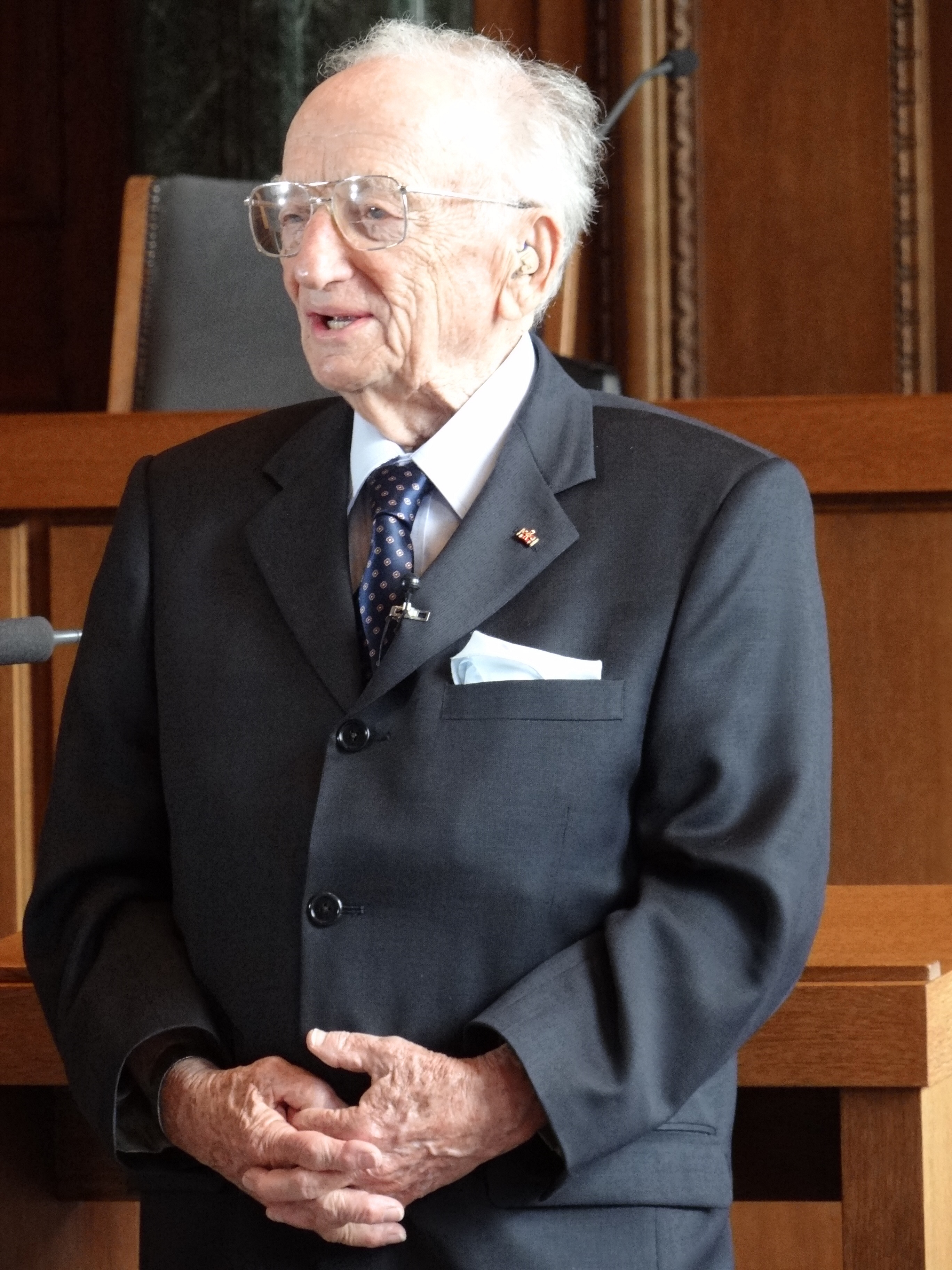
Benjamin Ferencz (1920–2023)

- Ferencz-Csibi, Robert (* 1998), rumänischer Eishockeyspieler
- Ferenczfalvi, Kálmán (1921–2005), ungarischer Gerechter unter den Völkern
- Ferenczi, Éva, rumänische Tischtennisspielerin
- Ferenczi, Sándor (1873–1933), ungarischer Psychoanalytiker, Neurologe und Autor
- Ferenczy, Alexander (1895–1931), ungarischer Filmarchitekt
- Ferenczy, Béni (1890–1967), ungarischer Bildhauer, Medailleur, Plakettenkünstler und Zeichner
- Ferenczy, Heinrich (1938–2018), österreichischer Benediktiner
- Ferenczy, Ida, ungarische Tischtennisspielerin
- Ferenczy, Ida (1839–1928), ungarische Hofdame
- Ferenczy, José (1852–1908), österreichischer Opernsänger (Tenor) und Theaterleiter
- Ferenczy, Josef von (1919–2011), deutsch-ungarischer Medienmanager, Verleger und Filmproduzent
- Ferenczy, Károly (1862–1917), ungarischer Maler
- Ferenczy, László (1898–1946), ungarischer Polizeiführer
- Ferenczy, Noémi (1890–1957), ungarische Bildwirkerin
- Ferenczy, Oto (1921–2000), slowakischer Komponist, Musikwissenschaftler und Musikpädagoge
- Ferenczy, Sándor (1906–1993), Hörspielregisseur und Hörspielautor
- Ferenczy, Valér (1885–1954), ungarischer Maler und Radierer
- Ferentheil und Gruppenberg, Georg von (1818–1889), preußischer Generalleutnant
- Ferentschik, Klaus (* 1957), deutscher Schriftsteller
- Ferenz, Albert (1907–1994), deutscher Maler und Restaurator aus dem Sudetenland

### Ferer
- Ferera, Frank (1885–1951), hawaiischer Musiker

### Feres
- Féresse-Deraismes, Anna (1821–1910), französische Feministin

### Feret
- Féret, Henri-Marie (1904–1992), französischer Theologe und Kirchenhistoriker
- Féret, Julien, französischer Schauspieler, Filmproduzent und Regieassistent
- Féret, Julien (* 1982), französischer Fußballspieler
- Féret, René (1945–2015), französischer Schauspieler und Filmregisseur
- Féret-Fleury, Christine (* 1961), französische Schriftstellerin

### Ferey
- Férey, Caryl (* 1967), französischer Schriftsteller
- Ferey, Claude François (1771–1812), französischer Divisionsgeneral der Kavallerie
- Férey, Gérard (1941–2017), französischer Chemiker